# 100k
100k è il secondo EP del rapper italiano Nerone, pubblicato il 27 gennaio 2015 dalla CB Music.

## Tracce
1. Pazzo – 2:23
2. Sì ciao – 2:47
3. Mcf Kingdom (feat. Slait) – 2:15
4. Andiamo (feat. Maruego) – 3:16
5. Mai più – 3:00
6. Reebok, Blunt e flow – 3:06